# Pit Schlechter
Pit Schlechter (Luxemburg, 26 oktober 1990) is een Luxemburgs voormalig wegwielrenner en veldrijder die tussen 2012 en 2019 reed voor Leopard Pro Cycling.

## Carrière
In zowel 2011 als 2015 behaalde Schlechter een bronzen medaille op het nationaal kampioenschap tijdrijden. In 2011 pakte hij daarnaast ook brons in de wegrit. Twee jaar later stond hij een trede hoger: hij won achter Bob Jungels de zilveren medaille.

## Veldrijden
Luxemburgse kampioenschappen veldrijden
2005/06:  Nieuwelingen
2008/09:  Elite
2009/10:  Elite;  Beloften
2010/11: 4e Elite;  Beloften
2011/12: 4e Elite

## Wegwielrennen

### Overwinningen
2007
 Luxemburgs kampioen op de weg, Junioren
 Luxemburgs kampioenschap wielrennen op de weg
2013: 
2015: 

## Ploegen
2009 –  Continental Team Differdange (stagiair vanaf 20 augustus)
2010 –  Continental Team Differdange
2012 –  Leopard-Trek Continental Team
2013 –  Leopard-Trek Continental Team
2014 –  Leopard Development Team
2015 –  Leopard Development Team
2016 –  Leopard Pro Cycling
2017 –  Leopard Pro Cycling
2018 –  Leopard Pro Cycling
2019 –  Leopard Pro Cycling
Brockhoff · Dieteren · Foti · Krieger · Leyder · Mandrysch · Morabito · Nõmmela · Olesen · Schlechter · Silvestre · Vanden Bak · Wirtgen · Zangerlé
Brockhoff · Geßner · Krieger · Leyder · Maciejuk · Pons · Quarterman · Rekita · Reynders · Schlechter · Spengler · Wirtgen